# Tetrapturus
Tetrapturus is een geslacht van straalvinnige vissen uit de familie van de Istiophoridae (Zeilvissen).

## Soorten
- Tetrapturus albidus (Poey, 1860) – Witte marlijn
- Tetrapturus angustirostris (Tanaka, 1915) – Speervis
- Tetrapturus audax (Philippi, 1887) – Gestreepte marlijn
- Tetrapturus belone (Rafinesque, 1810)
- Tetrapturus georgii (Lowe, 1841)
- Tetrapturus pfluegeri (Robins & de Sylva, 1963) – Langbekspeervis